# Comper C.L.A.7 Swift
Comper C.L.A.7 Swift (angleško Hudournik) je britansko enomotorno enosedežno visokokrilno lahko letalo, ki se je v času med obema svetovnima vojnama rabilo kot šolsko letalo in letalo za zračno dirkanje. Izdelovalo ga je podjetje Comper Aircraft Company Ltd iz Hooton Parka v Cheshireu, Anglija med letoma 1930 in 1933.

## Zasnova in razvoj
Marca 1929 je letalski poročnik Nicholas Comper zapustil Kraljevo vojno letalstvo in ustanovil podjetje Comper Aircraft Company, da bi izdelal letalo, ki ga je skonstruiral – Comper Swift. Pred tem je skonstruiral in letel na treh letalih za klub Cranwell Light Aeroplane: C.L.A.2, C.L.A.3 in C.L.A.4.
Prototip Swifta (registriranega kot G-AARX) je prvič poletel v Hooton Parku januarja 1930. Bilo je lahko enosedežno, oporno visokokrilno enokrilno letalo, izdelano iz okvirjev iz smrekovega lesa in prevlečenih z impregniranim platnom. Prvega Swifta je poganjal dvovaljni protibatni motor ABC Scorpion z močjo 30 kW (40 KM (hp)). Po uspešnih preskusih so leta 1930 zgradili še sedem takšnih letal, ki jih je poganjal devetvaljni zračno hlajeni batni zvezdasti motor Salmson A.D.9 z močjo 37 kW (50 KM). Preskusi s sedemvaljnim zračno hlajenim batnim zvezdastim motorjem Pobjoy P z močjo 45 kW (60 KM) za rabo v zračnem dirkanju so vodili do tega, da je vsa ta poznejša letala poganjal sedemvaljni zračno hlajeni batni zvezdasti motor Pobjoy R z močjo 63 kW (85 KM). Zadnja tri tovarniško izdelana letala (včasih imenovana Gipsy Swift) so opremili z zračno hlajenimi štirivaljnimi linijskimi motorji de Havilland Gipsy – dva z motorjem Gipsy Major III z močjo 89 kW (120 KM) in enega z motorjem Gipsy Major z močjo 97 kW (130 KM).
Oktobra 1931 je Cecil Arthur Butler z registriranim letalom G-ABRE iz Anglije letel v Darwin v Avstraliji v rekordnem času 9 dni 1 ure in 40 minut. Po potovanju po avstralskih vzhodnih državah je Swift preletel 23 tisoč milj. Eno od letal Gipsy Swift v lasti tedanjega valižanskega princa in bodočega kralja Edvarda VIII. je doseglo drugo mesto na zračni dirki za Kraljevi pokal leta 1932. Pilotiral ga je njegov osebni pilot. Povojni preživeli Swifti so še naprej uspešno tekmovali na zračnih dirkah v Združenem kraljestvu do sredine 1950-ih.

## Tehnični opis
V letala Comper C.L.A.7 Swift so vgrajevali motorje z močmi od 30 do 97 kW. Trup letala je bil v celoti izdelan iz lesa, tako nosilna konstrukcija kot obloga iz vezane plošče. Prednji del letala (do kabine) je bil delno pokrit z aluminijasto pločevino. Nosilna konstrukcija krila je bila lesena z dvema lopaticama, obloga pa iz impregniranega platna. Krili sta bili na obeh straneh podprti z oporama v obliki latinske črke V. Koren opor je slonel na trupu letala, kraki opor pa so bili vezani na lopatici kril. Repne površine so bile oblikovane kot krili. Podvozje je bilo klasično pritrjeno z neodvisnima nizkotlačnima gumijastima kolesoma, ki sta prenašali neravne steze. Amortizerja sta bila nameščena v navpičnih nosilcih podvozja. Na koncu repa letala je bila elastična brana kot tretja oporna točka letala.

## Uporabniki
Argentina
 Avstralija
 Francija
 Kraljevina Jugoslavija
- Aeroklub Ljubljana

 Španija
- Špansko republikansko vojno letalstvo[6]

 Združeno kraljestvo
 ZDA

## Operativna raba

### Letalo Comper C.L.A.7 Swift v Kraljevini Jugoslaviji
Slovenski industrialec in zaljubljenec v letalstvo ter predsednik Oblastnega odbora Aerokluba Ljubljana Rado Hribar je avgusta 1935 v Združenem kraljestvu kupil rabljeno lahko športno enosedežno letalo Comper Swift z letnico izdelave 1932 in registrsko označbo G-ABZZ. Letalo je priletelo iz Združenega kraljestva 12. avgusta in je nekaj časa letelo z britansko registracijo.
Ker sta bila nezadovoljna z velikostjo letala, sta brata Hribar to letalo poleti 1936 prodala pilotu Stanku Rapeju. Letalo je bilo registrirano avgusta 1936 in je dobilo jugoslovanske označbe YU-PDS, kot lastnika pa sta se v registru vodila Rado Hribar in Stanko Rape. Letalo so uporabljali do 19. marca 1939, ko se je na ljubljanskem letališču zgodila nesreča, v kateri je bilo letalo popolnoma uničeno. Takoj po vzletu je letalo YU-PDS padlo z višine 10 do 15 metrov, najverjetneje zaradi zdrsa. Ob trku s tlemi se je uničilo, pilot Alojz Podobnik, ki je bil tudi klubski mehanik, pa se je hudo poškodoval in so ga odpeljali v bolnišnico, kjer je štiri mesece kasneje umrl zaradi poškodb pri padcu. Letalo so razrezali in izbrisali iz jugoslovanskega registra.

### Ohranjena letala
- EC-HAM: zmožen za letenje, razstavljen v soseski Cuatro Vientos, Madrid, Španija. Last Fundación Infante de Orleans. Nekdaj G-ABUU, sedaj pobarvan kot letalo »EC-AAT« »Ciudad de Manila«, s katerim je letel Fernando Rein Loring, veteran rifske vojne, od 18. marca do 10. aprila 1933 na svojem drugem letu med Madridom (Getafejem) in Manilo.[7] V času 3 dni 10 ur in 40 minut je preletel 15.130 km.[8] Zaradi slabega vremena se je moral za 10 dni ustaviti v Tahnkeku v Indokini.
- G-ABTC: shranjen v Cornwallu.[7]
- G-ABUS: shranjen verjetno v Franciji.[7]
- G-ACGL: razstavljen v Muzeju RAF, Cosford, Shropshire, Anglija.[2]
- G-ACTF: zmožen za letenje, razstavljen v Shuttleworthovi zbirki, Old Warden, Bedfordshire, Anglija[9]
- G-LCGL: zmožen za letenje (replika)[2]
- LV-FBA: shranjen v Argentini.[7] V Argentini je letel tudi drugi Comper Swift. Ohranjeni deli shranjeni v Buenos Airesu po nesreči v San Justu leta 1950 – lastnik Vicente Bonvisutto (reg. G-AAZE R-232 LV-YEA LV-FCE)
- VH-ACG: (motor Gipsy), zmožen za letenje[10][11] To letalo so leta 2009 po delih odposlali v Oshkosh, Wisconsin v ZDA za polet na šovu EAA Airventure in ga po šovu poslali nazaj v Avstralijo.
- VH-UVC: shranjen v Sydneyu, Avstralija (prej registriran kot G-ACAG).[12][13][14] – po poročanju revije Classic Wings Magazine je VH-UVC 20. novembra 2017 prvič po 55 letih poletel v nebo na Letališču Omaka v Blenheimu na Novi Zelandiji.

Novozgrajeno letalo z označbo G-ECTF, izdelano po prvotnih načrtih, z motorjem Pobjoy Cataract, je prvič poletelo 2. oktobra 2015.

## Tehnične specifikacije (C.L.A.7 Swift)
Podatki iz  Jackson (1974)
Splošne značilnosti
- Posadka: 1
- Dolžina: 17 ft 85 in (7,34 m)
- Razpon kril: 24 ft 0 in (7,32 m)
- Višina: 5 ft 35 in (2,41 m)
- Površina kril: 90 sq ft (8,4 m2)
- Teža praznega letala: 540 lb (245 kg)
- Bruto teža: 985 lb (447 kg)
- Pogon letala: 1 × Pobjoy R 7-valjni zračno hlajeni zvezdasti motor, 75 hp (56 kW)
- Propelerji: št. lopatic: 2 / propeler s fiksnim naklonom lopatic

Zmogljivost
- Maks. hitrost: 140 mph (225 km/h; 122 kn)
- Doseg: 380 mi (330 nmi; 612 km)
- Višina leta (servisna): 22.000 ft (6.706 m)